# Indoschulzia
Indoschulzia là chi thực vật có hoa trong họ Apiaceae.